# Warszawskie

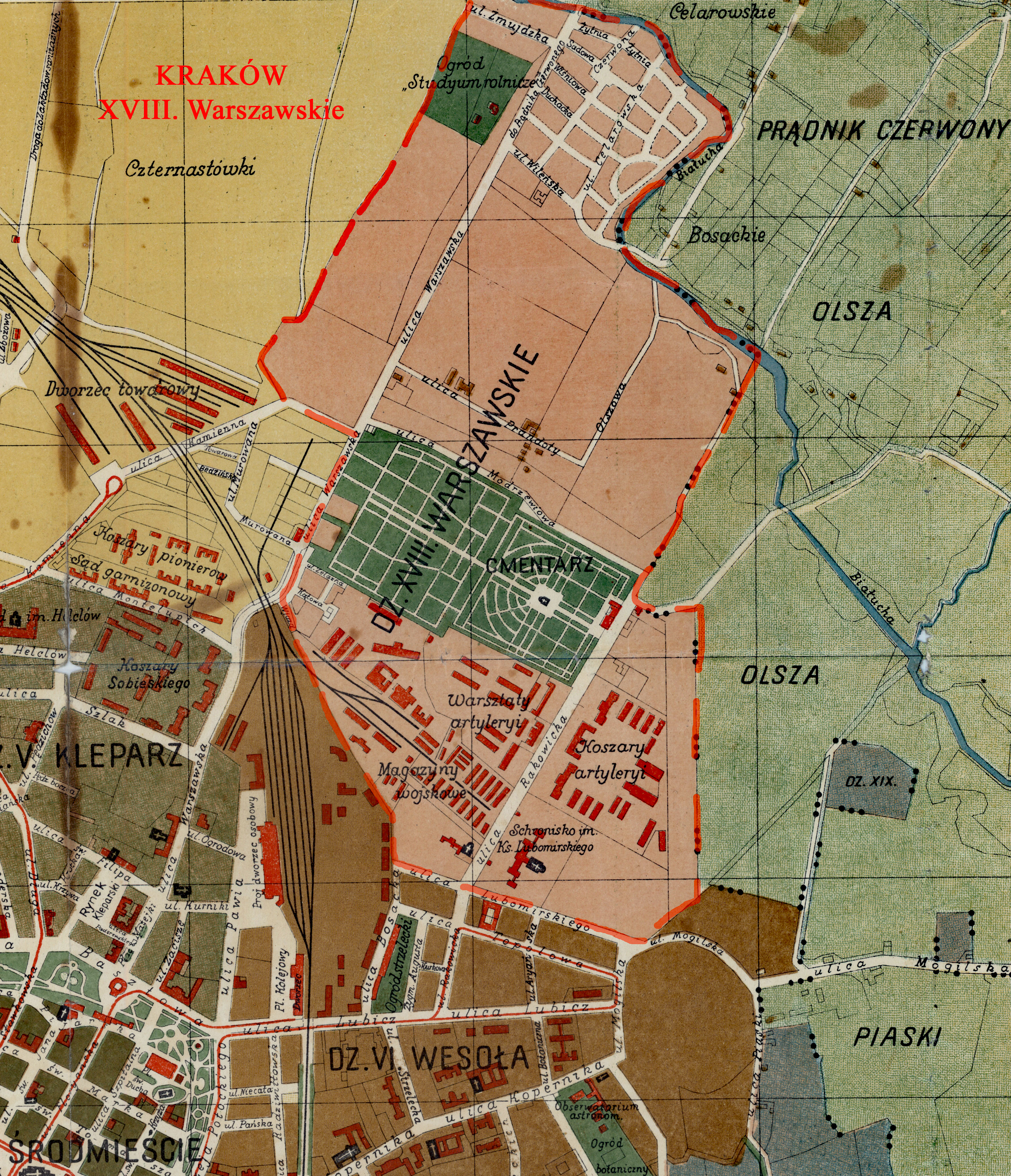
Warschawskie im Jahr 1916
Öffentliche Gebäude (Armee)
Friedhöfe und Gärten

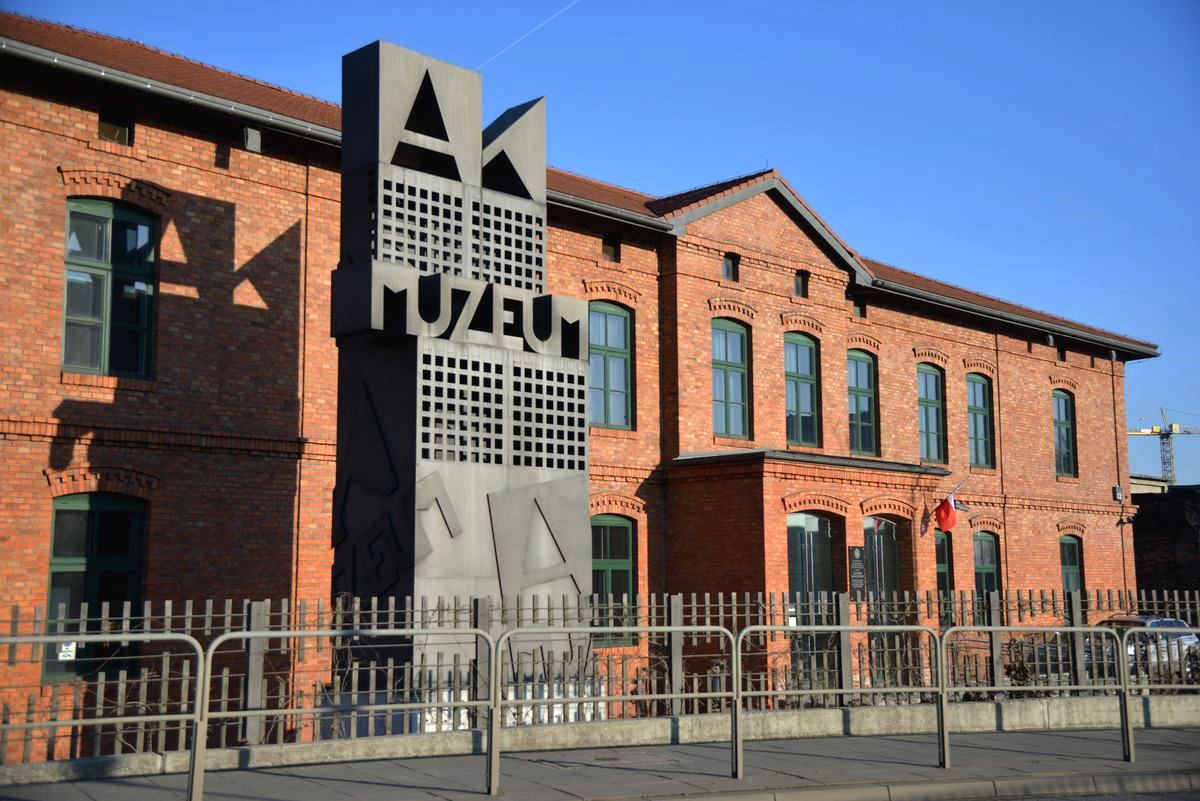
Museum der Heimatarmee

Warszawskie (auch Śródmieście Warszawskie [Warschauer Innenstadt], Warszawskie Przedmieście [Warschauer Vorstadt]) ist ein ehemaliger Stadtteil der Großstadt Krakau in Polen, nordwestlich der Krakauer Altstadt und nördlich von Wesoła bzw. Nowe Miasto, der heute zwischen dem Altstädter und dem Stadtbezirk III Prądnik Czerwony aufgeteilt ist.
Bis 1910 machte das Gebiet hauptsächlich einen Teil der Gemeinde Prądnik Czerwony südlich der Białucha (Prądnik) eingekeilten zwischen Krowodrza im Westen und Olsza im Osten entlang des Wegs von Krakau (im Südwesten) nach Warschau (damals Warszawska-Straße, heute 29 Listopada-Straße) aus. Im frühen 19. Jahrhundert wurde der Friedhof Rakowicki gegründet. In den Jahren 1850–1856 wurde die Befestigung „Luneta Warszawska“ der Festung Krakau an der westlichen Seite des Wegs erbaut. Die Gebäude der Armee (damit der Sitz des August-Emil-Fieldorf-Museums der Heimatarmee) sowie der Soldaten-Friedhof und der Friedhof Rakowicki dominierten im Süden des Stadtbezirks. Der Kaserne im Südwesten von Olsza wurde auch angegliedert. Im Norden bei Prądnik Celarowski befanden sich zahlreiche Villen.
1910 wurde das Gebiet nach Krakau eingemeindet. Im Jahr 1921 hatte der Stadtteil XVIII. Warszawskie 2658 Einwohner, davon war die Mehrheit polnischer Nationalität (2613) und römisch-katholisch (2532).
In der Zwischenkriegszeit wurden die österreichische Armee durch die polnische ersetzt.